# Doix lès Fontaines
Doix lès Fontaines község Franciaország Loire mente régiójában, Vendée megyében. Új községként 2016. január 1-jén jött létre Doix és Fontaines község egyesítésével. Az egyesüléskor az új község lélekszáma 1770 fő lett. Lakosainak száma 1757 fő (2022. január 1.).

## Népesség
| Lakosok száma | 1714 | 1723 | 1731 | 1740 | 1748 | 1757 |
|               | 2017 | 2018 | 2019 | 2020 | 2021 | 2022 |